# Jeon Woo Chi
 (août 2024).
Si vous disposez d'ouvrages ou d'articles de référence ou si vous connaissez des sites web de qualité traitant du thème abordé ici, merci de compléter l'article en donnant les références utiles à sa vérifiabilité et en les liant à la section « Notes et références ».
 (août 2024).
 (août 2024).
Jeon Woo-chi (en coréen : 전우치, 14?? ~ 15??) était un érudit taoïste de la dynastie Joseon en Corée, considéré comme l'une des figures les plus emblématiques de la littérature coréenne ancienne. Souvent désigné comme le « sorcier » le plus éminent de l’histoire coréenne, il est associé à l’esprit des farceurs de la littérature classique du pays. Son nom d'artiste, Woosa (coréen : 우사), signifiant « homme-plume », reflète son rôle de maître de la plume et de l'intellect. Bien qu’il se soit distingué par ses pratiques taoïstes considérées comme hérétiques à son époque, Jeon Woo-chi a également approfondi l'étude du confucianisme, illustrant ainsi la diversité de ses intérêts intellectuels.

## Histoire
Le XVe siècle est l'une des périodes les plus créatives de l'histoire coréenne, tant au niveau littéraire et religieux qu'au niveau scientifique, linguistique, juridique ou militaire. Si les bouddhistes de l'époque de Koryô préféraient résider dans les villes, à proximité des temples, les néoconfucéens, comme les taoïstes, aiment penser et écrire au contact de la nature, près des montagnes et des étendues d'eau, ce qui rappelle l'atmosphère des grands textes de la Chine antique. C'est dans ce siècle que Jeon Woo-chi trouve ses marques. 
Selon Complete Works from Azure Residence de Yi Deok-moo, lorsqu'il était jeune, Jeon Woo-chi se rendit dans un temple de montagne pour mener une vie d’étude solitaire. Un jour, alors qu’il se consacrait à ses études, le vin de riz préparé dans le temple disparut mystérieusement. Les moines, le suspectant d'en avoir bu, le réprimandèrent sévèrement. Ressenti comme une injustice, Jeon décida de découvrir l'identité du véritable coupable. Il se posta donc près des cruches de vin, attendant patiemment jusqu'au crépuscule. À ce moment-là, un renard à neuf queues, ivre après avoir bu le vin, sortit de la forêt. Jeon, rapidement, sauta sur l’animal et le captura à l’aide d’une corde. Le renard, reconnaissant sa défaite, lui proposa de lui remettre son grimoire en échange de sa liberté. Jeon accepta l’offre, et c'est ainsi qu'il devint un sorcier en étudiant le grimoire du renard. 
Dans une version alternative de l’histoire, tirée du Conte de Jeon Woo-chi, il est raconté que le jeune Jeon éprouvait une affection particulière pour un renard, lequel prenait la forme d’une femme. Un jour, alors qu'ils s'embrassaient, la bille magique du renard entra accidentellement dans la bouche de Jeon, qu’il avala. Le renard, fuyant alors que Jeon absorbait la bille, laissa ce dernier devenir un sorcier en acquérant ses pouvoirs. Ce conte fait partie de la mythologie coréenne qui commence avec la légende de la princesse Bari quelques millénaires plus tôt.

## Mort et prospérité
Selon certaines légendes, en raison de ses croyances taoïstes jugées hérétiques et de ses idées potentiellement anarchistes, Jeon Woo-chi se serait opposé au gouvernement de la dynastie Joseon et au roi, ce qui aurait conduit à son arrestation et à son exécution. Cependant, des récits ultérieurs relatent des événements mystérieux concernant sa mort. Son ancien élève, Cha Sick, qui avait étudié sous sa tutelle ainsi que celle de Seo Gyeong-deok, aurait reçu la visite de Jeon après sa mort supposée. Ce dernier aurait emprunté à Cha une anthologie de poèmes de Du Fu avant de disparaître à nouveau. Ne sachant pas que son maître était décédé, Cha en parla à d’autres anciens élèves. Intrigués, ceux-ci décidèrent d’exhumer la tombe de Jeon, où ils découvrirent que son cercueil était vide.

## Culture populaire
- Interprété par Kang Dong-won dans le film Jeon Woo-chi : Le sorcier taoïste de 2009.
- Interprété par Cha Tae-hyun dans la série télévisée Jeon Woo-chi de KBS2 (2012-2013).
- Interprété par Lee Se-chang dans la série télévisée MBC de 2016 The Flower in Prison.